# 巴斯 (緬因州)
巴斯（英語：Bath）是美國緬因州的一個城市、薩加達霍克縣的縣治，位於肯尼貝克河西岸。根据2000年美国人口普查，本城共有人口9,266人。這個數字於2010年下跌至8,514人。
巴斯於1753年成立，當時為喬治敦的一部分；1781年2月17日自喬治敦併出後設鎮；1847年6月14日設市。本城取名自英國薩默塞特郡巴斯。

## 地理
巴斯的座標為43°54′59″N 69°49′21″W / 43.91639°N 69.82250°W（43.916293,-69.822565）。根據2000年人口普查，本城面積為13.22平方英里（34.24平方），其中9.10平方英里（23.57平方）為陸地，4.12平方英里（10.67平方）為水域。